# Will Keith Kellogg

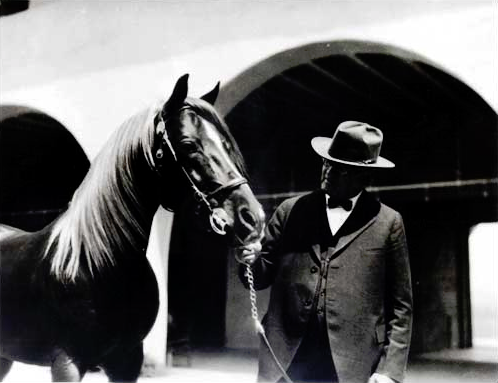
W.K. Kellogg met zijn arabische volbloed (1926)

Will Keith Kellogg, gewoonlijk aangeduid als W. K. Kellogg, (Battle Creek, 7 april 1860 - aldaar, 6 oktober 1951) was een Amerikaanse industrieel.
Kellogg was in de voedingsmiddelenindustrie actief. Samen met zijn broer John Harvey Kellogg populariseerde hij het eten van ontbijtgranen, met name verwerkt als cornflakes als een gezond soort ontbijt. In 1906 stichtte hij de Battle Creek Toasted Corn Flake Company, die later de Kellogg Company werd. In 1930 richtte hij de W. K. Kellogg Foundation (een stichting) op.
Hij was ook de oprichter van het Kellogg College van Oxford. Zijn winterranche in Pomona doneerde hij tegen het einde van de Tweede Wereldoorlog aan de California Polytechnic State University. Deze heet nu de California State Polytechnic University. Een gedeelte van zijn landerijen in Michigan nabij Battle Creek liet hij na aan de Michigan State College. Daar is thans het Kellogg Biological Station gevestigd.